# Blankey Jet City
Blankey Jet City，日本三人摇滚乐队，其风格为摇滚乐和另类摇滚。

## 成员
浅井健一（Asai Kenichi），出生于1964年12月29日，主唱兼吉他手。他也是SHERBETS，Jude以及Ajico的成员。并且，他还以个人名义发行了多张唱片。
照井利幸（Terui Toshiyuki），出生于1964年2月28日，贝斯手，他还参与的乐队有Rosso，Raven等。
中村達也（Nakamura Tatsuya），出生于1965年1月4日，鼓手，他参与的乐队有The Stalin，Losalios，Twin Tail等。

## 历史
Blankey Jet City乐队1990年2月成立于日本东京。他们的录音生涯开始于同年8月，那时候他们参加了TBS电视台为业余乐队举办的节目，吸引了主流唱片公司的注意。乐队决定与东芝EMI签约，随后东芝EMI把他们送到伦敦录制了他们的第一张专辑「Red Guitar And The Truth」。这张具有纪念意义的首专发行于1991年，专辑关注的焦点是不良少年，破碎的家庭，以及被忽视的孩子所经历的痛苦。时尚设计师山本耀司使用这张专辑去推广了他1991年的巴黎时装秀作品。
乐队开展了他们首次全国巡演，并于1992年发行了第二张专辑「Bang!」，这张专辑获得了唱片界颁发的许多年度专辑的大奖。Blankey Jet City以原始而富有感情的声音著称，这一特点在他们同年发行的现场专辑中也有明显地体现。
在接下来的两年里，乐队的创作量惊人。1993年发行了他们的第三张专辑「C.B. Jim」，这张专辑又一次使得他们获得了许多乐评人的喝彩。在这张专辑里，每一首歌写的都是同一个虚构的人。这张专辑大获成功，他们于同年发行了第四张专辑「Metal Moon」，并很快于1994年发行第五张专辑，与之前的相比起来，这一张专辑更多地使用了爵士音乐元素。乐队决定他们的下一步是发行精选集以及重新录音，于是，他们于1995年发行了精选集「The Six」，八个月之后，他们又发行了新专辑「Skunk」。
从Blankey Jet City暂时抽身，浅井健一1996年成立了独立厂牌Sexy Stone Records，并同时组建了一支梦幻流行乐队Sherbets。而与此同时，中村和来自东京 Ska天堂乐队的成员组建了Losalios。在与唱片公司东芝EMI的分歧进一步扩大之后，Blankey Jet City离开了这家公司，并与Polydor唱片公司签约，1997年发行了他们冲浪摇滚风格的新专辑「Love Flash Fever」。
1998年，他们又发行了一张精选集，同时也发行了他们的第八张专辑「ロメオの心臓」。在发行了四张大热的单曲之后，他们于2000年5月发行了最后一张录音室专辑「Harlem Jets」，6月他们最后的作品「Saturday Night」问世。乐队在2000年7月28日富士摇滚节上举行了最后的演出，同时宣布他们希望开始各自的独立生涯。

## 唱片

### 单曲
- 「不良少年のうた」1991.1.12
- 「Texas」1991.7.5
- 「冬のセーター」1991.12.11
- 「悪いひとたち」1992.9.7
- 「青い花」1994.4.20
- 「風になるまで」1994.9.7
- 「Girl/自由」1995.1.25
- 「くちづけ」1995.10.25
- 「ガソリンの揺れかた」1997.5.28
- 「左ききのBaby」1997.9.3
- 「赤いタンバリン」1998.1.21
- 「小さな恋のメロディ」1998.6.10
- 「Dandelion」1998.8.26
- 「Sweet Days」1998.11.18
- 「Pepin」1999.6.2
- 「Sea Side Jet City」2000.4.12
- 「Saturday Night」2000.7.5

### 专辑
- 「Red Guitar and the Truth」1991.4.12
- 「Bang!」1992.1.22
- 「Live!!!」1992.9.30
- 「C.B. Jim」1993.2.24
- 「Metal Moon」1993.12.1
- 「幸せの鐘が鳴り響き 僕はただ悲しい振りをする」1994.5.25
- 「The Six」1995.3.1
- 「Skunk」1995.11.22
- 「Love Flash Fever」1997.6.18
- 「国境線上の蟻」1998.1.21
- 「ロメオの心臓」1998.6.24
- 「Harlem Jets」20005.10
- 「Last Dance」2000.9.20
- 「Blankey Jet City 1990-1995」2000.10.25
- 「Blankey Jet City 1997-2000」2000.10.25

### 录像
- 「Dog Food」1992.4.22
- 「Monkey Strip」1994.9.28
- 「Are You Happy?」1995.12.13
- 「Blankey Jet City Solo Works」1995.8.28
- 「Babyface President」1998.10.7
- 「Barracuda: Tokyo Six Days」1998.12.2
- 「Solo Works II」1999.11.10
- 「Candy or Hell」2000.7.26
- 「Last Dance」2000.9.20

### DVD
- 「Last Dance」2000.9.20
- 「Dog Food」2002.3.27
- 「Are You Happy?」2002.3.27
- 「Solo Works」2002.3.27
- 「Angel Fish Complete edition」2002.5.16
- 「Monkey Strip」2002.5.16
- 「Clips」2002.5.16
- 「Barracuda: Tokyo Six Days 」2002.5.16
- 「Solo Works II 」2002.5.16